# Lophothelium
Lophothelium is een monotypisch geslacht van schimmels behorend tot de familie Dacampiaceae. Het bevat alleen Lophothelium acervatum.